# Tornabous
Tornabous ist eine katalanische Gemeinde (Municipio) mit 851 Einwohnern (Stand: 2024) in der Provinz Lleida im Nordosten Spaniens. Sie ist Teil der Comarca Urgell. Neben dem Hauptort Tornabous besteht die Gemeinde aus den Ortschaften La Guàrdia d’Urgell und Tarròs.

## Lage
Tornabous liegt etwa 35 Kilometer ostnordöstlich von Lleida in einer Höhe von ca. 290 m. 

## Einwohnerentwicklung
| 1900 | 1930 | 1950 | 1970 | 1981 | 1991 | 2001 | 2011 | 2021 |
| ---- | ---- | ---- | ---- | ---- | ---- | ---- | ---- | ---- |
| 975  | 1398 | 1246 | 1057 | 958  | 884  | 813  | 871  | 826  |

## Sehenswürdigkeiten
- Ausgrabung einer iberischen Siedlung bei Molí d’Espignol
- Marienkirche in Tornabous
- Sebastianuskirche in La Guàrdia d’Urgell
- Cäcilienkirche in Tarròs
- Archäologiemuseum
- Rathaus

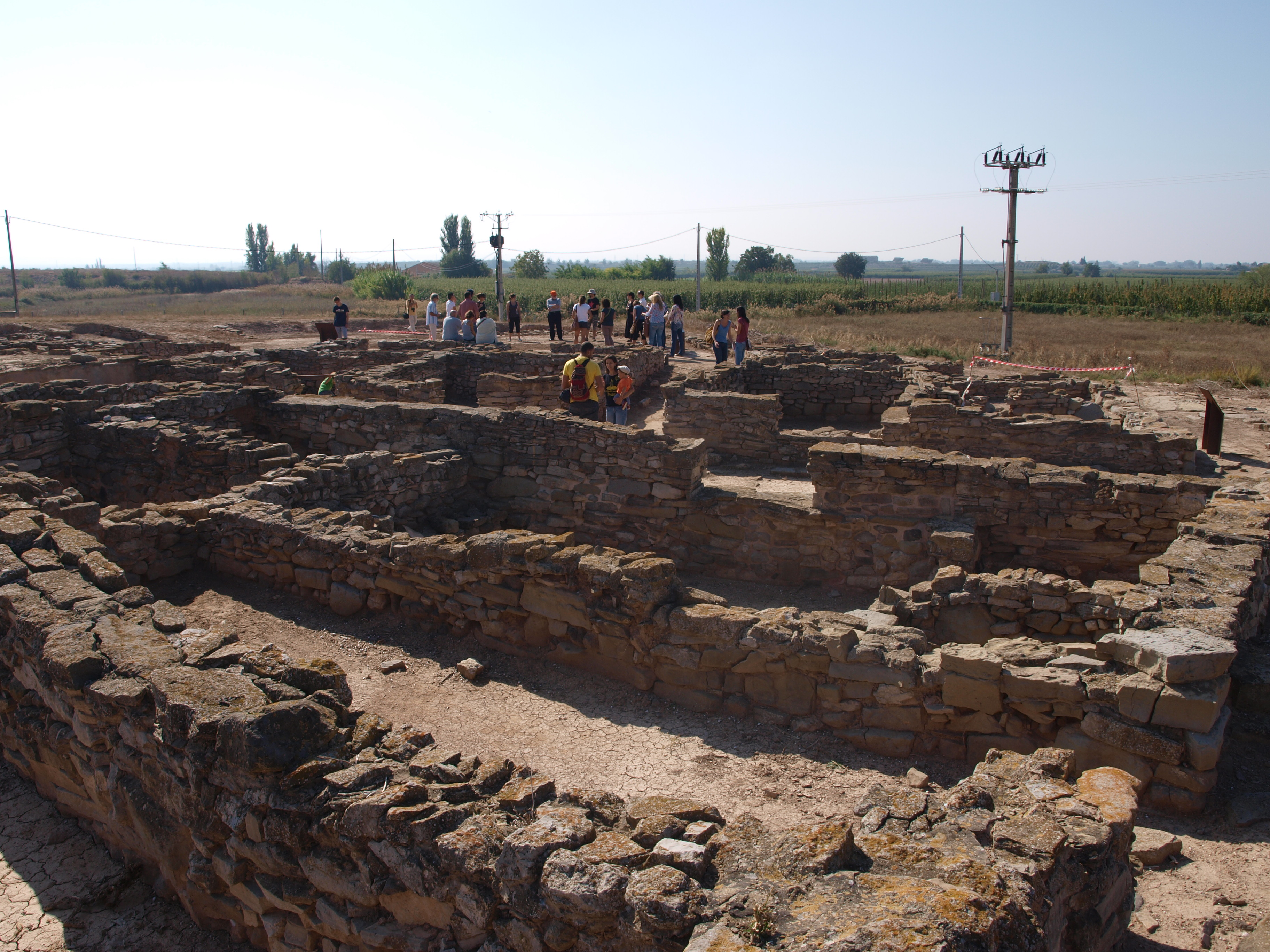
Ausgrabung einer iberischen Siedlung
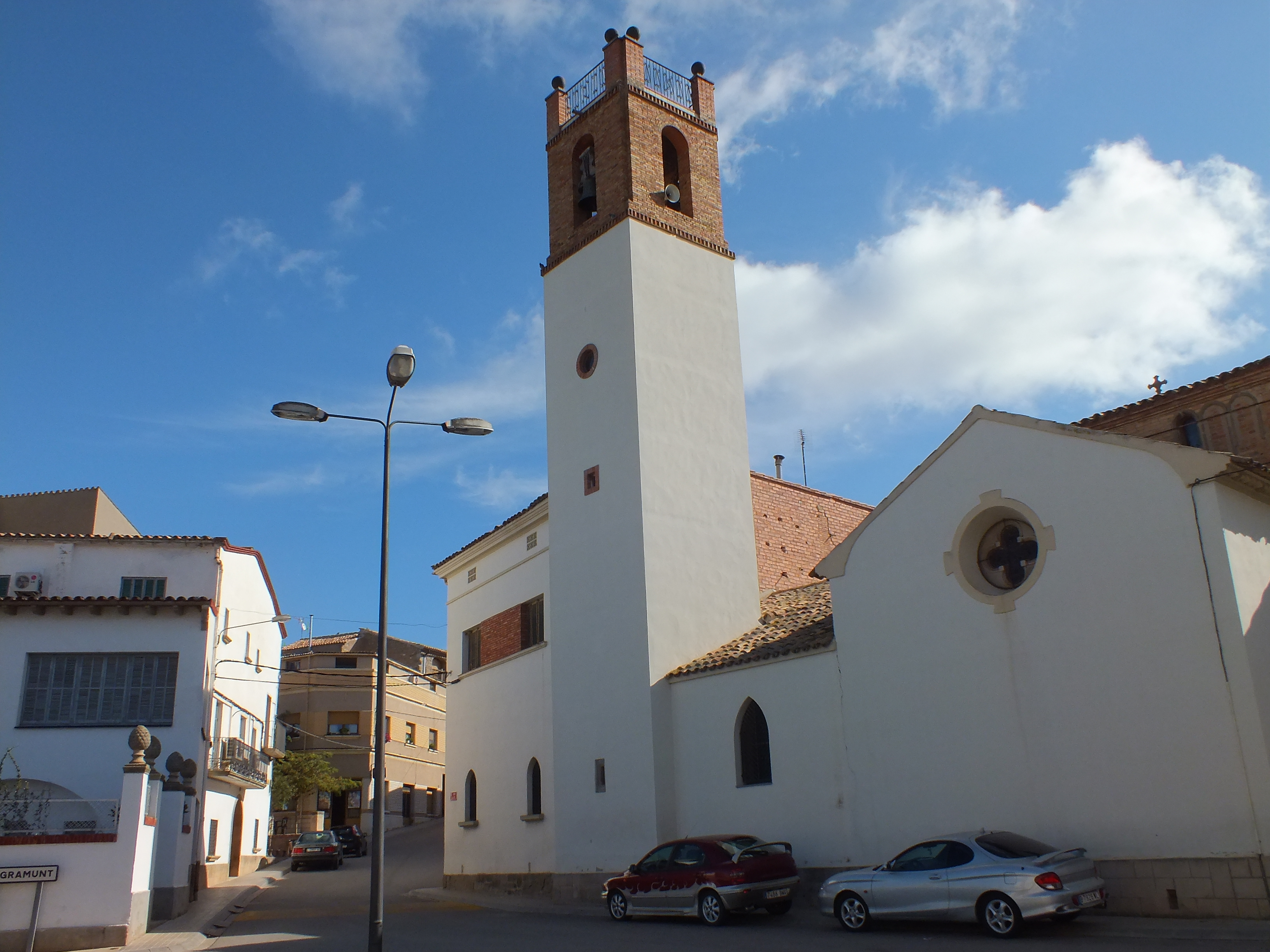
Marienkirche
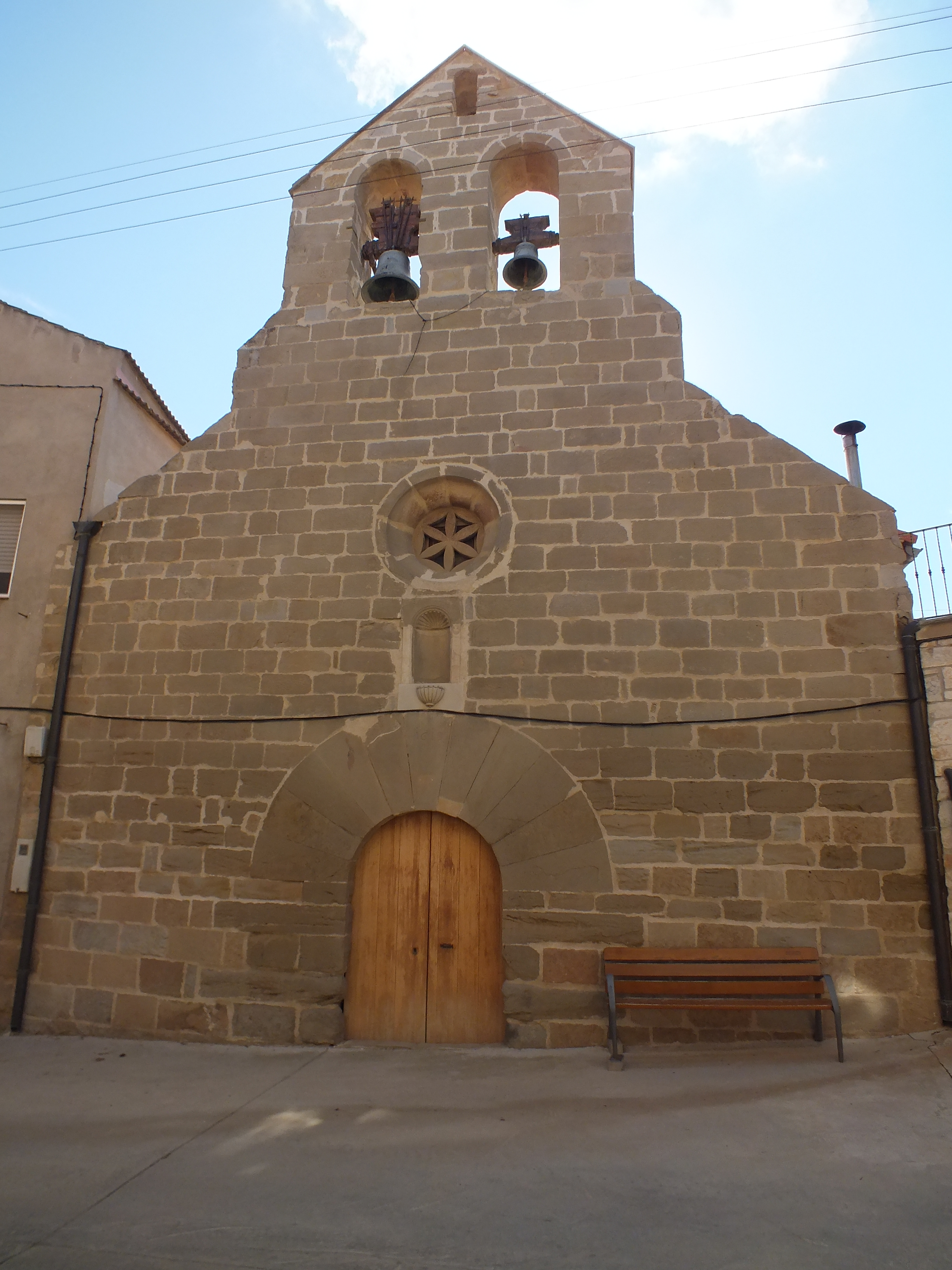
Sebastianuskirche
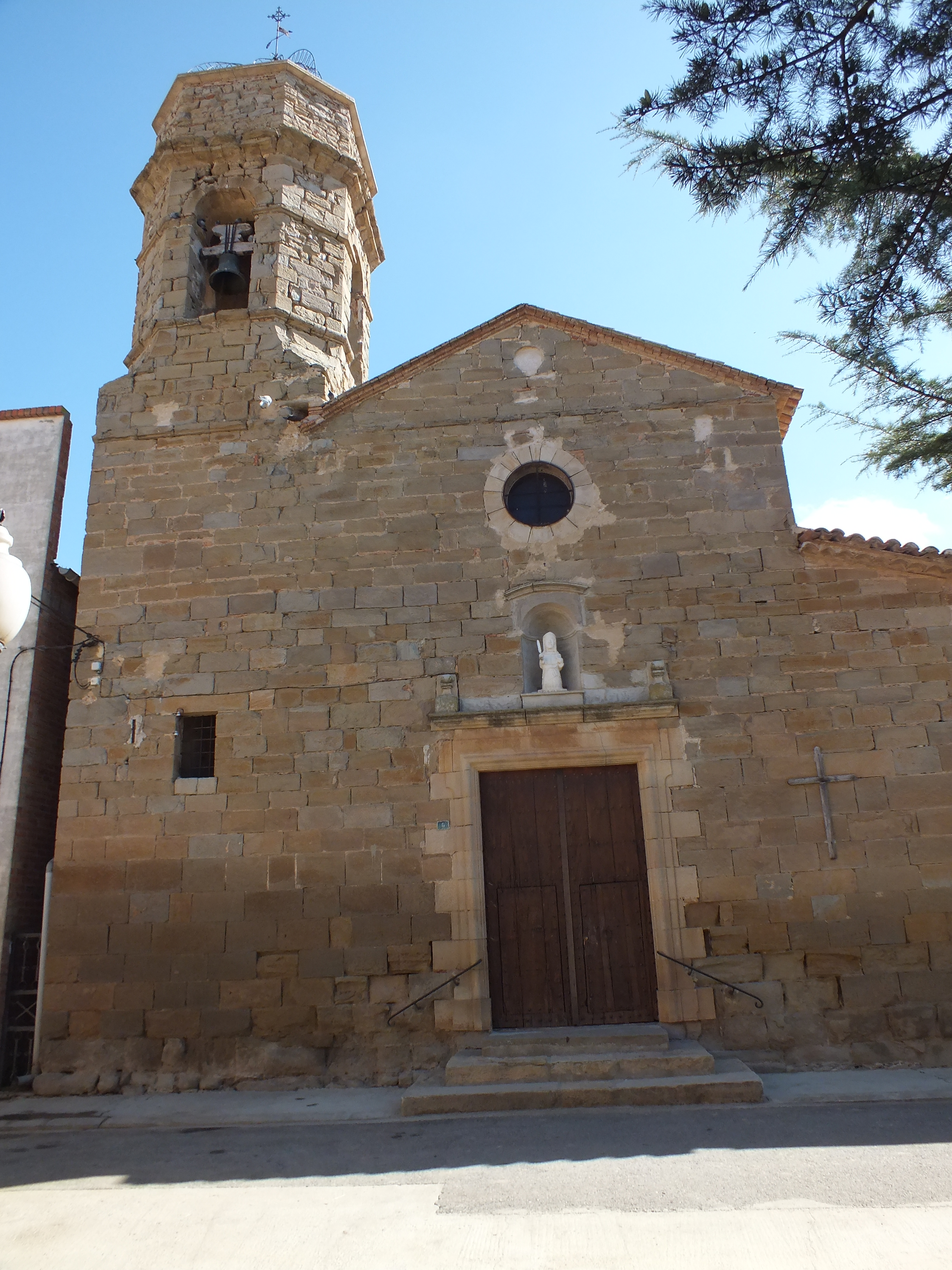
Cäcilienkirche
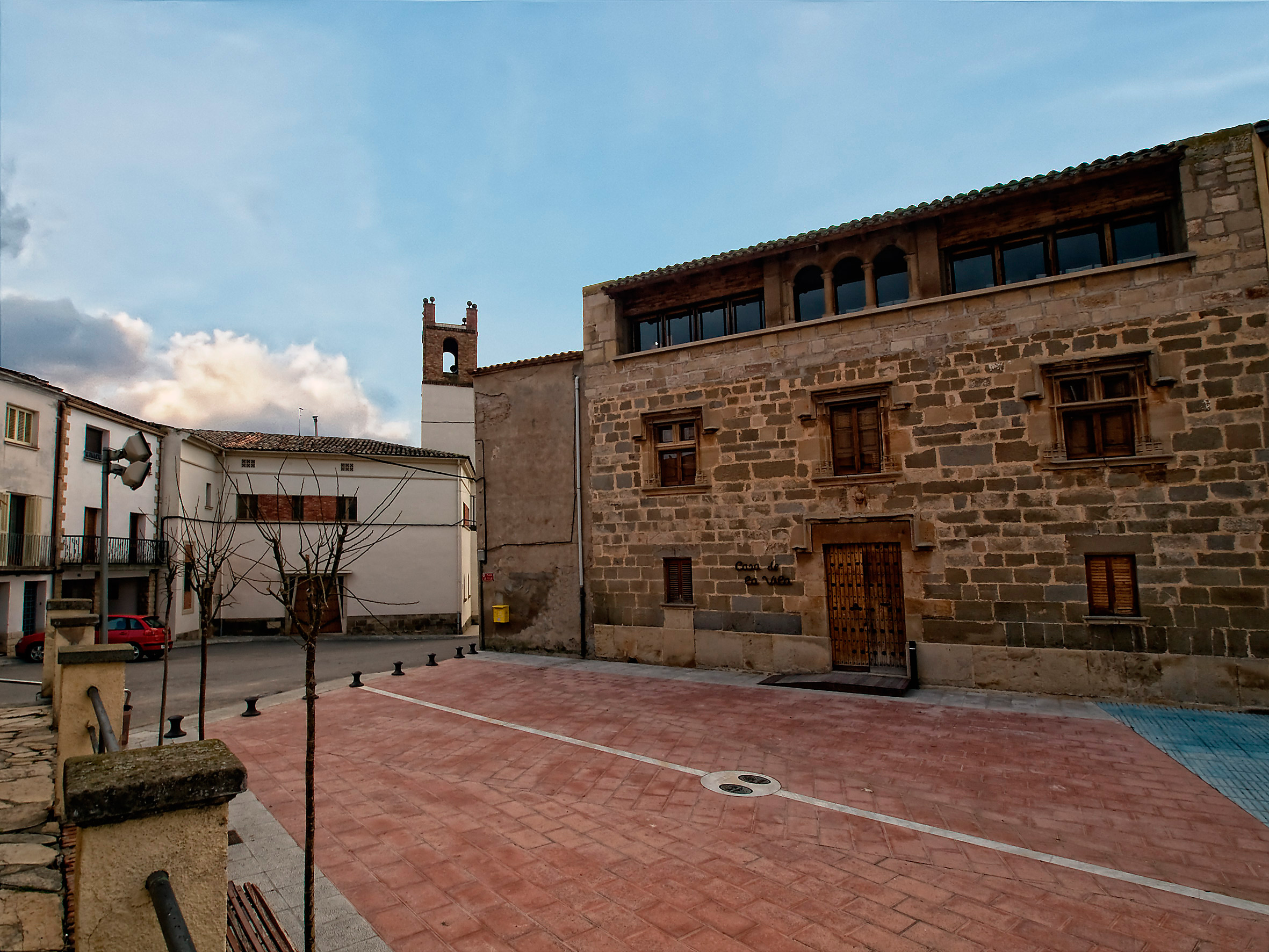
Rathaus

## Persönlichkeiten
- Salvador Seguí (1886–1923), Anarchist und Syndikalist